# Hinojosa de Duero
Hinojosa de Duero é um município raiano da Espanha na província de Salamanca, comunidade autónoma de Castela e Leão, de área 92,98 km² com população de 762 habitantes (2007) e densidade populacional de 8,43 hab/km².

## Etimologia
Tal como aparece em documentos da Idade Média, o município tinha como nome «Finoiosa», topónimo que provém do vocábulo leonês fenoyu ou finoio, e que refere um lugar abundante em funcho. Esta deriva etimológica verifica-se também na localidade salmantina de Pozos de Hinojo, indicada nalguns textos como «Pozos de Fenoio». Durante a Idade Moderna, o nome original leonês foi castelhanizado, acabando por derivar no atual «Hijonosa» e acrescentando-se o «de Duero» devido ao rio que atravessa o norte do município.

## Demografia
| Variação demográfica do município entre 1991 e 2004 | Variação demográfica do município entre 1991 e 2004 | Variação demográfica do município entre 1991 e 2004 | Variação demográfica do município entre 1991 e 2004 |
| --------------------------------------------------- | --------------------------------------------------- | --------------------------------------------------- | --------------------------------------------------- |
| 1991                                                | 1996                                                | 2001                                                | 2004                                                |
| 962                                                 | 894                                                 | 814                                                 | 788                                                 |